# Алборова, Яна Алановна
Яна Алановна Алборова (род. 24 января 1994, Северная Осетия) — узбекистанская рапиристка, ранее представляла Россию до 2019. Победительница Всемирных военных игр 2015 года. Победительница Европейских Игр 2015 в Баку в командной рапире и серебряный призёр в личном первенстве.
Фехтованием занимается с 2005 года. Мастер спорта международного класса России. Прапорщик. Выступала за команду ЦСКА. В 2019 перешла в сборную Узбекистана.

## Результаты
- 3-х победитель первенства Европы U-23[4]
- 2-е место Летняя Универсиада 2017 в Тайбее (личный зачёт)
- 1-е место Европейские игры 2015 в Баку (командный зачёт)
- 2-е место Европейские игры 2015 в Баку (личный зачёт)